# Shingu (Fukuoka)
Shingu (Japans: 新宮町, Shingu-machi) is een gemeente in het District Kasuya in de prefectuur Fukuoka, Japan.
Op 1 maart 2008 had de gemeente 23.816 inwoners. De bevolkingsdichtheid bedroeg 1260 inw./km². De oppervlakte van de gemeente is 18,91 km².